# Вальедупар (аэропорт)
Аэропорт имени Альфонсо Лопеса Пумарехо (исп. Aeropuerto Alfonso López Pumarejo; ИАТА: VUP, ИКАО: SKVP) — аэропорт совместного базирования, расположенный в черте города Вальедупар (департамент Сесар, Колумбия). Обслуживает гражданские авиаперевозки города и других населённых пунктов департамента. Является аэропортом базирования подразделений Военно-воздушных сил и Национальной полиции Колумбии.

## Общие сведения
С декабря 2010 года аэропорт имени Альфонсо Лопеса Пумарехо находится под управлением компании «Aeropuertos del Oriente S.A.S.» в рамках договора-концессии сроком на 20 лет. В краткосрочной перспективе управляющая компания планирует провести работы по расширению и реконструкции объектов инфраструктуры аэропорта, включая модернизацию здания пассажирского терминала.

## Авиакомпании и пункты назначения
- Avianca
  - Богота / международный аэропорт Эль-Дорадо

- EasyFly
  - Барранкилья / международный аэропорт имени Эрнесто Кортиссоса
  - Букараманга / международный аэропорт Палонегро

- LAN Colombia
  - Богота / международный аэропорт Эль-Дорадо

### Грузовые
- Aerosucre
- Líneas Aéreas Suramericanas